# ديك دراغو
ديك دراغو (بالإنجليزية: Dick Drago) هو لاعب كرة قاعدة أمريكي، ولد في 25 يونيو 1945 في توليدو في الولايات المتحدة.

## وصلات خارجية
- ديك دراغو على موقعبيزبول رفرنس.كوم (الدوري الرئيسي) (الإنجليزية)
- ديك دراغو على موقع مشجعي الرسوم البيانية (الإنجليزية)